# TY Водолея
TY Водолея (лат. TY Aquarii) — одиночная переменная звезда в созвездии Водолея на расстоянии (вычисленном из значения параллакса) приблизительно 15620 световых лет (около 4789 парсеков) от Солнца. Видимая звёздная величина звезды — от более +15m до +12m.

## Характеристики
TY Водолея — оранжевая пульсирующая переменная звезда, мирида (M) спектрального класса K. Эффективная температура — около 3697 К.